# Bratčice (okres Kutná Hora)
Bratčice (německy Bratschitz) jsou obec v okrese Kutná Hora ve Středočeském kraji, zhruba sedm kilometrů jihovýchodně od Čáslavi. Žije v nich 403 obyvatel. Obcí protéká říčka Brslenka, na horním toku nazývaná také Čáslavka, která je levostranným přítokem řeky Doubravy.

## Historie
První písemná zmínka o vesnici pochází z roku 1126. V letech 1869–1950 pod Bratčice příslušela osada Adamov.

### Územněsprávní začlenění
Dějiny územněsprávního začleňování zahrnují období od roku 1850 do současnosti. V chronologickém přehledu je uvedena územně administrativní příslušnost obce (osady) v roce, kdy ke změně došlo:
- 1850 země česká, kraj Pardubice, politický okres Kutná Hora, soudní okres Čáslav[6]
- 1855 země česká, kraj Čáslav, soudní okres Čáslav
- 1868 země česká, politický i soudní okres Čáslav
- 1939 země česká, Oberlandrat Kolín, politický i soudní okres Čáslav[7]
- 1942 země česká, Oberlandrat Praha, politický i soudní okres Čáslav[8]
- 1945 země česká, správní i soudní okres Čáslav[9]
- 1949 Pardubický kraj, okres Čáslav[10]
- 1960 Středočeský kraj, okres Kutná Hora
- 2003 Středočeský kraj, obec s rozšířenou působností Čáslav

### Rok 1932
V obci Bratčice (přísl. Adamov, 1079 obyvatel, sbor dobrovolných hasičů) byly v roce 1932 evidovány tyto živnosti a obchody: obchod s dobytkem, holič, 3 hostince, kolář, obchod s koňmi, tři kováři, krejčí, mlýn, tři obuvníci, pekař, tři pokrývači, rolník, řezník, sadař, sedlář, tři obchody se smíšeným zbožím, švadlena, spořitelní a záložní spolek pro Bratčice, pět tesařských mistrů, dvě trafiky a truhlář.

## Doprava
Do obce vedou silnice III. třídy. Ve vzdálenosti jednoho kilometru lze najet na silnici I/38 Jihlava – Čáslav – Kolín. Železniční trať ani stanice na území obce nejsou. Nejbližší železniční zastávkou jsou Horky u Čáslavi ve vzdálenosti tří kilometrů, ležící na trati Kolín – Havlíčkův Brod. V roce 2011 obcí projížděly autobusové linky do těchto cílů: Čáslav, Havlíčkův Brod, Chotěboř, Prachovice, Zbýšov a Žleby.

## Pamětihodnosti
- Kostel svatého Václava
- Výklenková kaplička Panny Marie
- Vodní mlýn (rodiště inženýra Jana Pernera)
- Jihozápadně od obce, v lese mezi Bratčicemi a Přibyslavicemi, se nachází skalní útvar Tisá skála (391 m).

## Fotogalerie

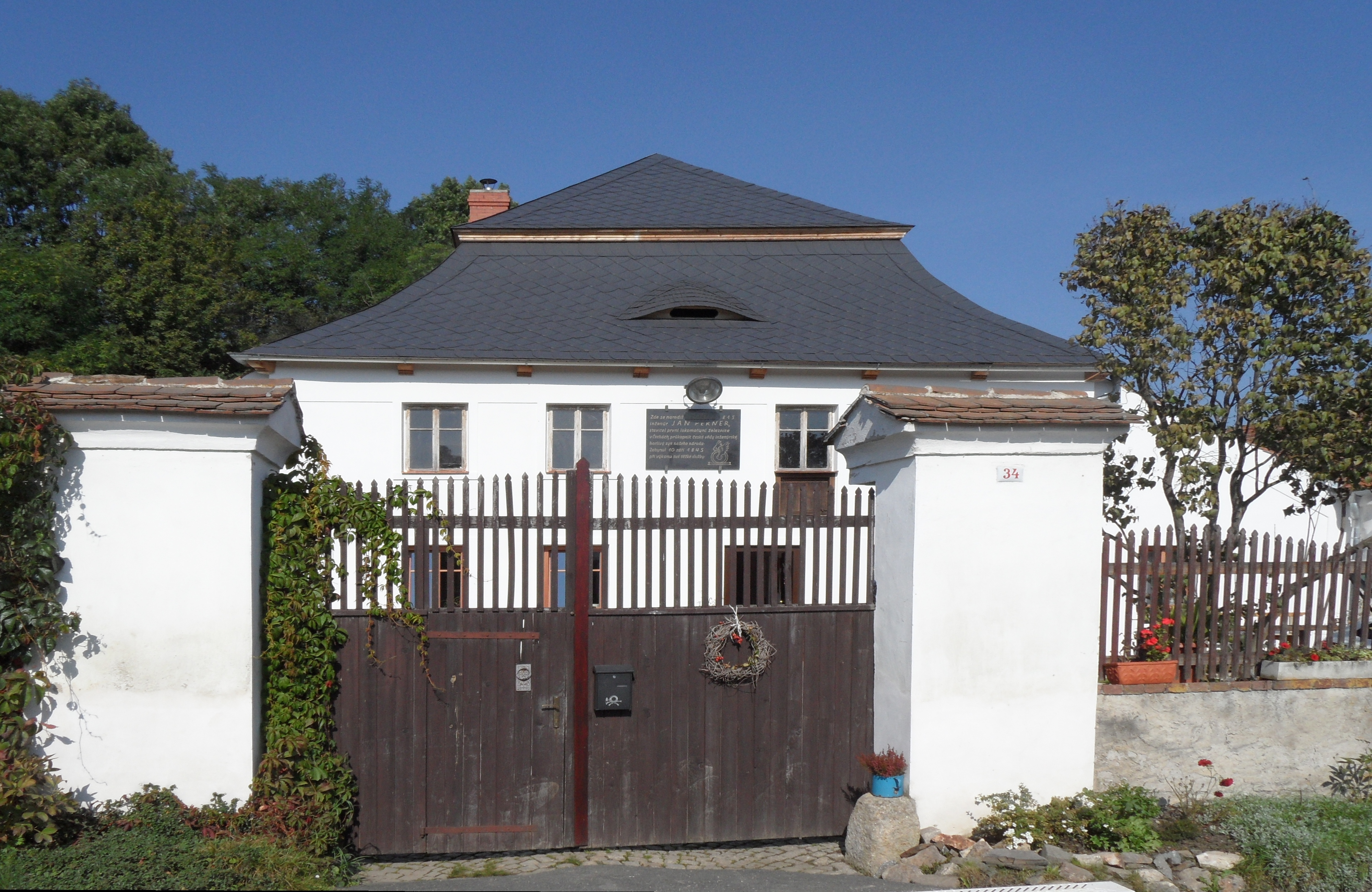
Mlýn: rodiště Jana Pernera
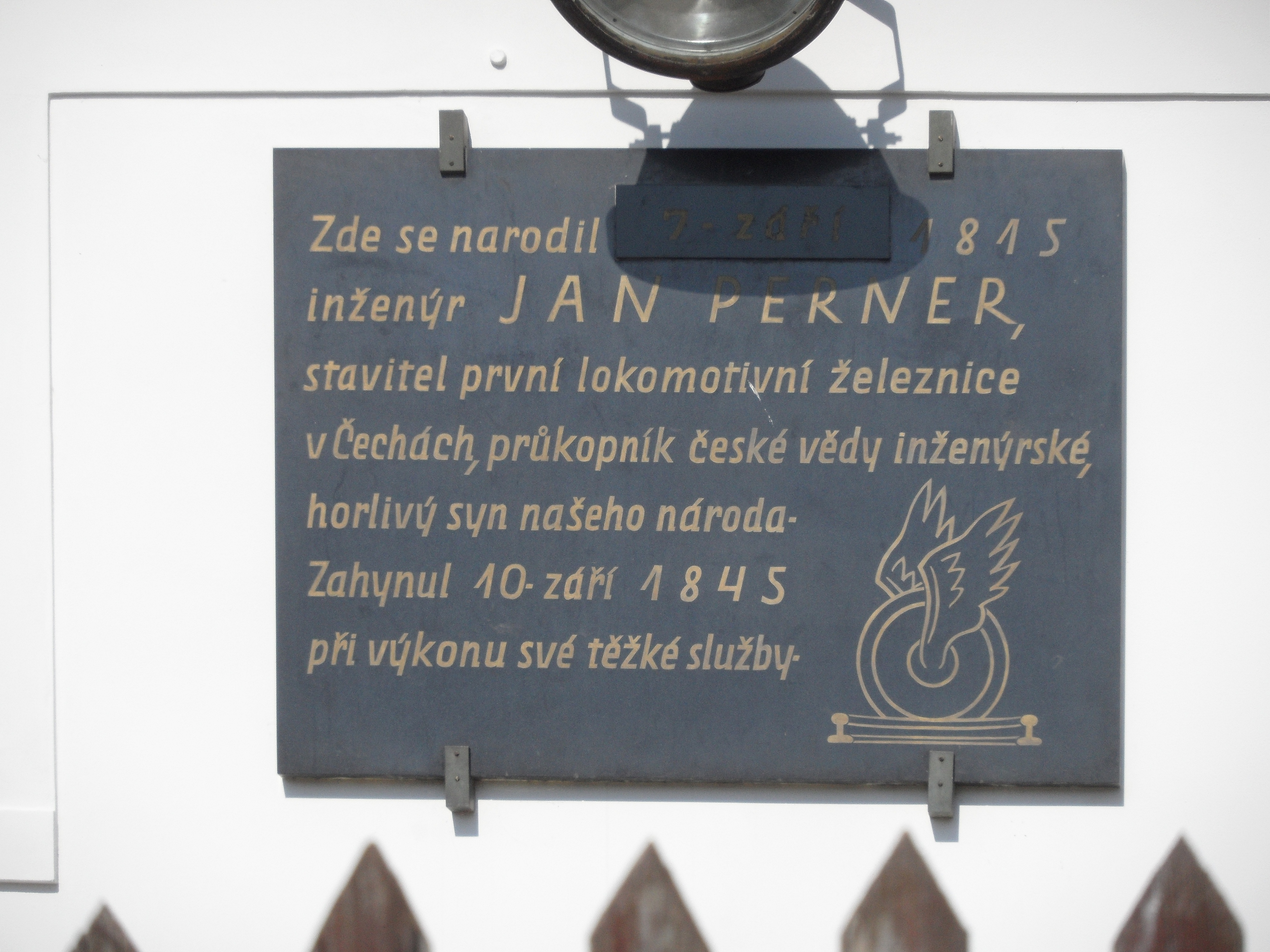
Pamětní deska na Jana Pernera
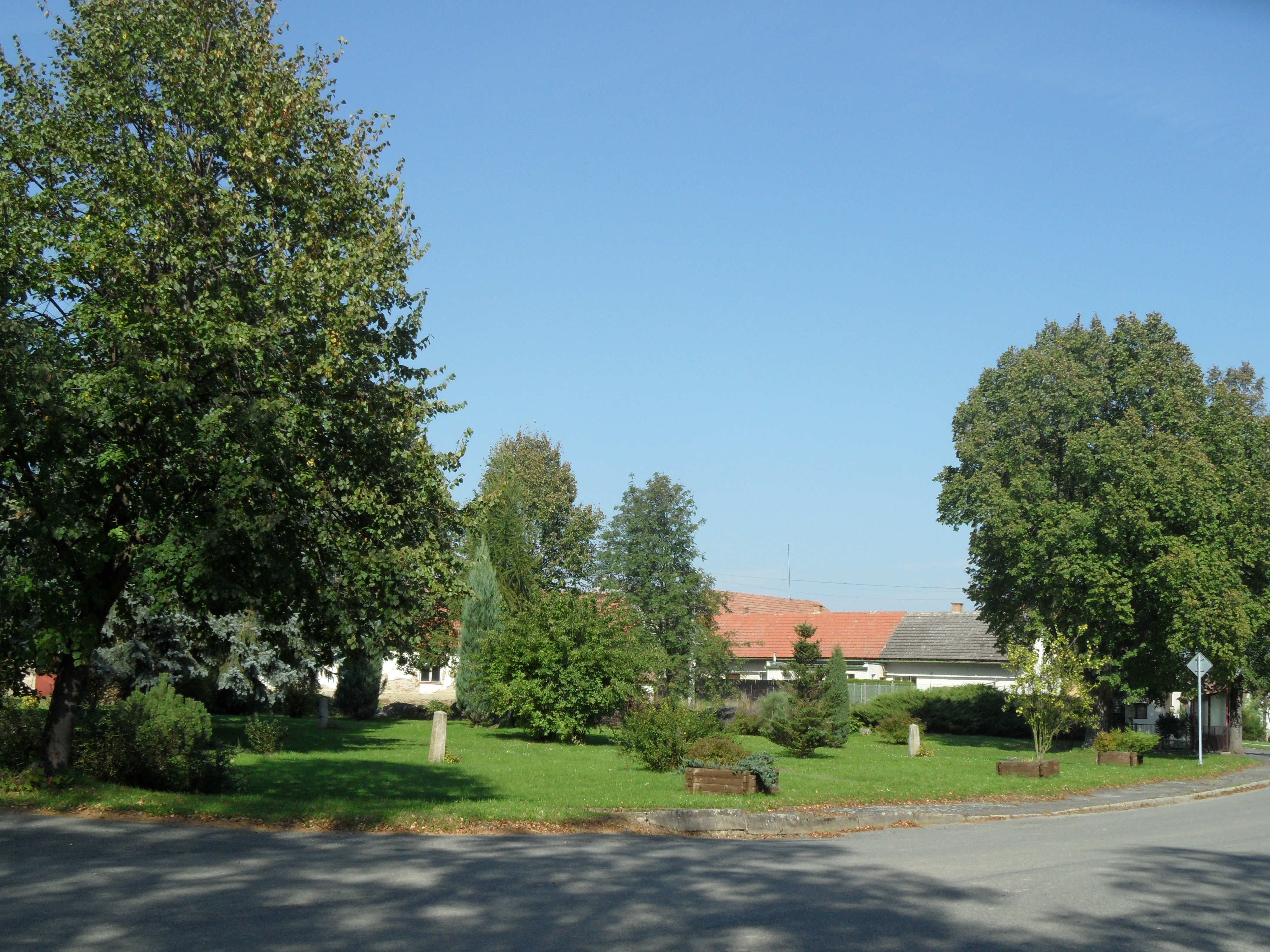
Náves
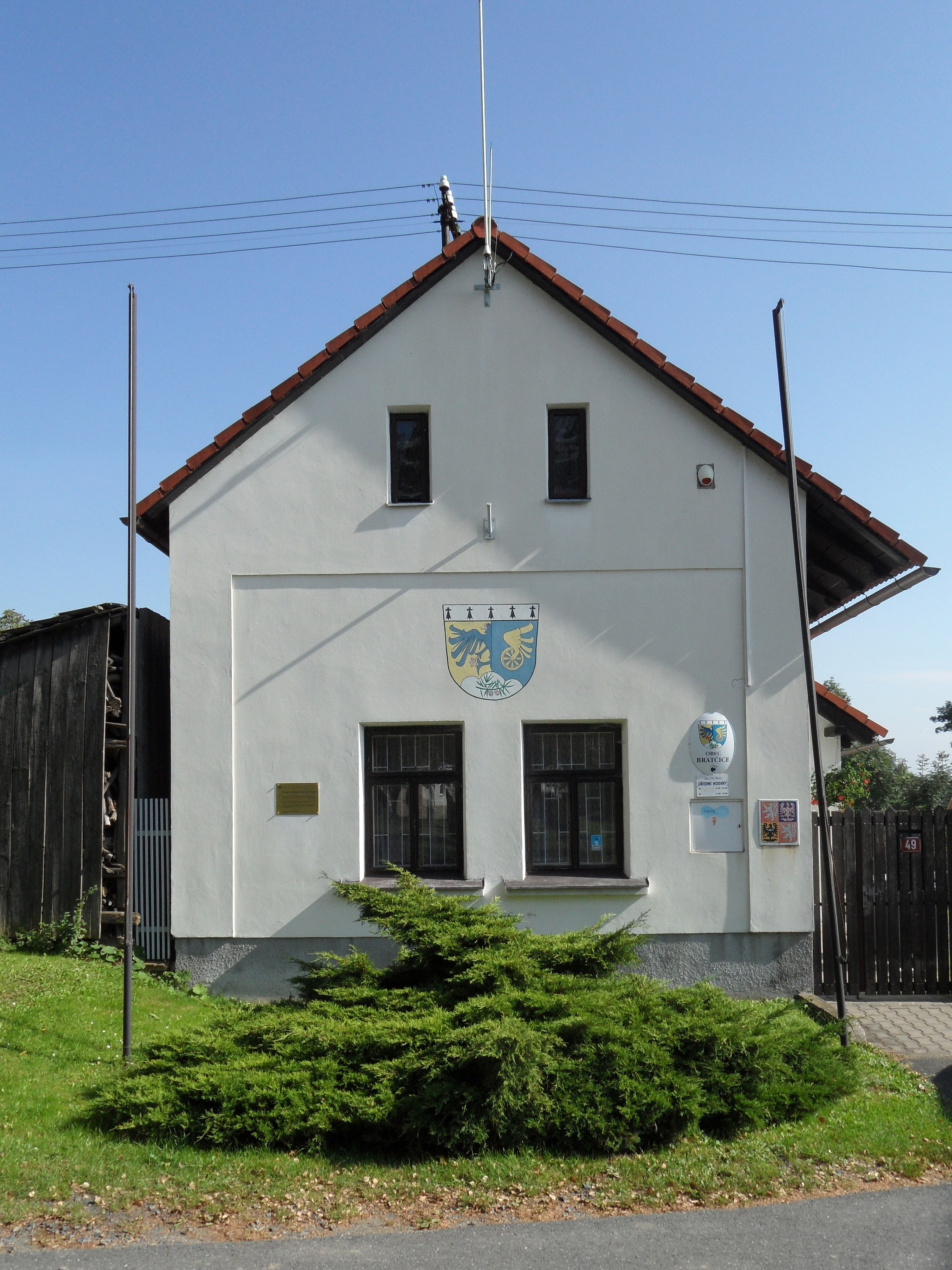
Obecní úřad
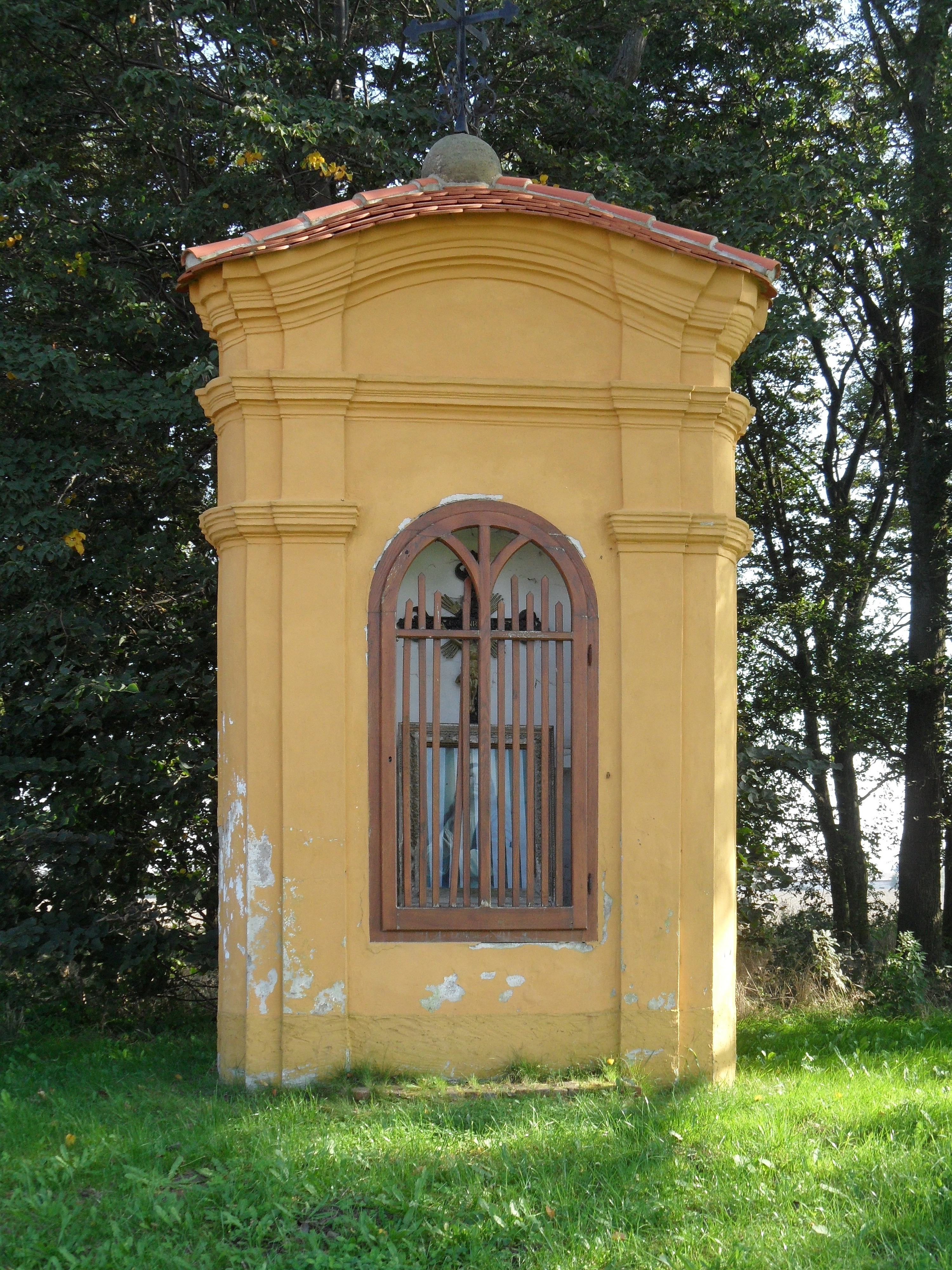
Kaplička Panny Marie (u silnice na Potěhy)
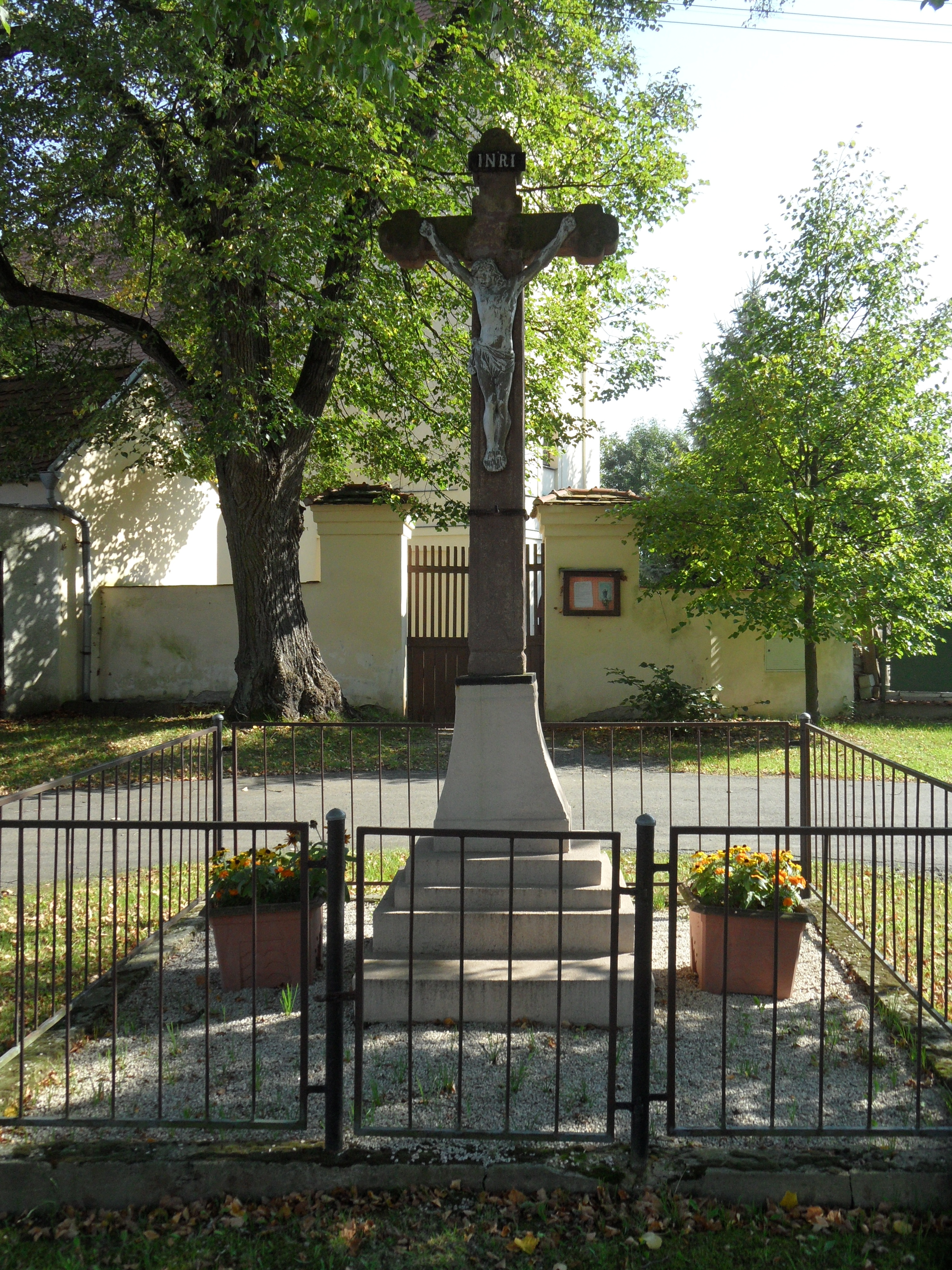
Křížek na návsi